# Consortium Euclid
Le consortium Euclid est une organisation créée en 2012 pour fournir l'instrumentation scientifique du télescope spatial Euclid (instruments VIS et VIR) développé par l'Agence spatiale européenne, restituer les données scientifiques produites par la mission spatiale et piloter l'exploitation de la mission jusqu'à son achèvement à la fin de la décennie 2020. Le consortium Euclid coordonne le travail d'environ 1 500 personnes rattachés à 200 laboratoires dont 900 chercheurs faisant partie de 14 pays européens, auxquels s'ajoutent le Canada et les États-Unis. Le consortium est financé par les agences spatiales et les agences de recherche nationales. Il est piloté par un bureau (Euclid Consortium Board ou ECB) comprenant des représentants des principaux contributeurs scientifiques nationaux.
Le consortium Euclid réunit des chercheurs dans les domaines de la physique théorique, de la physique des particules, de l'astrophysique et de l'astronomie spatiale mais également des ingénieurs, des techniciens ainsi que des structures de management et de gestion administrative. Ces personnes travaillent dans des laboratoires de recherche participant au développement d'Euclid. Le consortium Euclid constitue la collaboration Euclid  avec les contributeurs de l'industrie aérospatiale du programme (notamment Airbus Toulouse et Thales Turin) et l'Agence spatiale européenne. 